# A Fonsagrada
A Fonsagrada és un municipi de la província de Lugo a Galícia. Pertany a la comarca d'A Fonsagrada, de la qual és la capital. És el municipi amb més extensió de Galícia.

## Història
Segons alguns autors, la història d'A Fonsagrada es remunta a abans del segle iv, com parada a l'itinerari entre Astúries i Lugo utilitzant una via romana que precedia a vells camins de temps prehistòrics. Possiblement ja hi havia pobladors fa 30.000 anys.
La seva història gira al voltant del Camí de Sant Jaume primitiu, que entra al municipi per l'Alto do Acebo i travessa la vila d'A Fonsagrada, centre de devoció i visita obligada a la capella de Santa Maria. A la vila hi havia un alberg i una font, el nom de la qual, Fontem Sacra podria ser l'origen del topònim actual. Finalment, la ruta surt del terme per la localitat de Paradavella.
La seva localitzación en la ruta jacobea va afavorir la construcció de diversos hospitals de pelegrins, com el de Montouto, que va ser ordenat per Pere I el Cruel a mitjan segle xiv. Aquest hospital, anomenat Real Hospital de Santiago de Montouto, va ser construït a la vora d'un més antic, i va existir fins a mitjans del segle xx.
El municipi d'A Fonsagrada, juntament amb el de Negueira de Muñiz, va formar part fins al 1835 del municipi de Burón, que tenia la seva capital a A Pobra de Burón, fundada cap al 1200.
Cap a mitjans del segle xiv, aquestes terres van caure sota els dominis dels comtes de Trastàmara, passant després a mans del comte d'Altamira, cap al 1480. Al llarg de la història, els habitants de la zona van lluitar contra els càrrecs i tributs que havien de pagar.
Durant el segle xix la història d'A Fonsagrada està lligada a la Guerra de la Independència i a les Guerres Carlistes de 1833 i 1847. Amb el triomf del règim liberal, les condicions de vida dels fonsagradins no van canviar gaire. La lluita social a favor de la rendició foral va ser una constant entre els seus habitants.

## Demografia
| 17.302 | 15.807 | 13.925 | 9.392 | 5.007 |
| Fonts: INE i IGE (Els criteris de registre censal variaren i les dades de l'INE i de l'IGE poden no coincidir.) |        |        |       |       |

## Parròquies
| - A Allonca - Arroxo - A Bastida - A Fonsagrada - Bruicedo - Carballido - Cereixido - Cuíñas - Fonfría - Freixo - Lamas de Campos - Lamas de Moreira - Logares - Maderne - Monteseiro | - Neiro - Pacios - O Padrón - Paradavella - Piñeira - A Proba de Burón - San Pedro de Río - San Martín de Suarna - A Trapa - O Trobo - A Veiga de Logares - Vieiro - Vilabol de Suarna - Vilar de Cuíña |

## Llocs d'interès
- Seimeira de Vilagocende, cascada al riu Porteliña.